# Web Feature Service
L'Interfaccia Standard OGC Web Feature Service (WFS) permette la richiesta e l'importazione da parte di un client di oggetti geografici attraverso il Web, usando chiamate indipendenti dalla piattaforma.
Gli oggetti geografici possono essere definiti come il 'codice sorgente' dietro una mappa, dove una interfaccia WMS o un portale geografico come Google Maps restituisce solo un'immagine che non può essere modificata o analizzata spazialmente.
La codifica standard è il GML, basata su XML, ma anche altri formati quali lo Shapefile possono essere usati per il trasporto delle informazioni.
All'inizio del 2006 i membri dell'OGC hanno approvato il OpenGIS GML Simple Features Profile . Questo profilo è mirato ad accrescere l'interoperabilità tra server WFS e a facilitare l'implementazione di questi standard.
I membri dell'OGC definiscono e mantengono le specifiche WFS. Esistono numerose implementazioni, commerciali ed Open Source, dell'interfaccia standard WFS, inclusa un'implementazione di riferimento chiamata GeoServer Open Source WFS. Una lista di queste implementazioni si trova presso la OGC Implementing Products page Archiviato il 27 dicembre 2010 in Internet Archive..

## Descrizione
Le specifiche WFS definiscono le interfacce per descrivere le operazioni di manipolazioni di dati per oggetti geografici. Le operazioni di manipolazione dei dati includono:
- creazione dell'istanza di un nuovo oggetto;
- cancellazione dell'istanza di un oggetto;
- aggiornamento dell'istanza di un oggetto;
- importazione di oggetti basata su una query con parametri spaziali o alfanumerici.

Un servizio WFS di base garantisce la selezione e l'importazione di oggetti; un servizio WFS transazionale (WFS-T) permette anche la creazione, la cancellazione e la modifica/aggiornamento degli oggetti.
Un servizio WFS descrive operazioni di ricerca e di trasformazione del dato. La richiesta viene generata dal client e inviata al server WFS via HTTP. Il server esegue la richiesta. Le specifiche WFS usano HTTP come una piattaforma computazionale molto diffusa, ma questo non è un requisito obbligatorio.
Esistono due codifiche definite per le operazioni WFS:
- XML (da usarsi per richieste HTTP POST/SOAP);
- tuple Chiave-Valore (per richieste HTTP GET).

## Dati
I dati che transitano tra il Web Feature Server e il client sono codificati in Geography Markup Language (GML). GML abitualmente è usato per comunicare dati geospaziali, ma gestisce anche altri tipi di dato.

### GML
GML esprime i dati degli oggetti geografici. Lo standard GML attualmente è alla versione 2.0 ed è definito dalle specifiche WFS 1.0. Questo standard copre attualmente:
- coordinate;
- geometrie (p.e. poligoni).

La versione 3.0, in via di rilascio, includerà la topologia (relazioni tra gli oggetti della mappa).